# Costes del Maresme
|  | Aquest article tracta sobre un espai natural protegit. Si cerqueu informació sobre el litoral i les platges, vegeu «Costa del Maresme». |

Les Costes del Maresme és un espai marí protegit de 2.906 ha situat davant del litoral maresmenc que engloba l'hàbitat natural de l'Alguer de Mataró. L'any 2006 va ser inclòs dins el Pla d'Espais d'Interès Natural de la Generalitat de Catalunya i el 2014 va ser declarat Zona d'Especial Conservació de la xarxa Natura 2000.
La seva principal característica són els fons de substrats tous on s'hi desenvolupen praderies de l'alga dels vidriers o posidònia (Posidonia oceanica) i les comunitats bentòniques associades, que són un hàbitat prioritari segons la Directiva Hàbitats de la Unió Europea.
Com a interès afegit destaca una relativa productivitat per la presència propera, en el marge de la plataforma continental, de diversos canyons submarins que afavoreixen l'aflorament de nutrients i la presència d'ocells marins i cetacis.

## L'Alguer de Mataró

### Medi físic
Geomorfològicament, el medi marí que conforma aquest espai es caracteritza per la presència de fons sorrencs plans, amb alguns afloraments rocosos o esculls en forma de franges paral·leles a la línia de costa. Aquestes barres litorals són l'element més típic i que donen una singular personalitat al fons del paisatge submarí del Maresme, i el seu origen cal buscar-lo a partir dels canvis de nivell de la línia de costa (transgressions i regressions) al llarg de la història de la Terra, també anomenats moviments eustàtics.
Les barres són doncs, el testimoni del que va succeir fa milions d'anys i actualment actuen com a petits reservoris de biodiversitat. Representen també elements de protecció davant l'art de bou, la pesquera que produeix un major impacte ambiental sobre el fons de totes les que es practiquen a la nostra costa, en suposar un impediment físic per poder arrossegar l'art. El manteniment de l'Alguer de Mataró en estat prou acceptable fins als nostres dies es deu precisament al fet que aquest es troba rodejat pràcticament per barres que l'han preservat.
Davant de Mataró la distribució de les barres litorals és en fileres i està orientada de manera paral·lela a la línia de costa actual. En total s'hi poden distingir sis fileres, des de la zona a pet d'ones fins a la darrera situada entre els 26 i 29 m de profunditat.

### Vegetació
La vegetació subaquàtica d'aquest espai està caracteritzada i dominada per les praderies de posidònia (Posidonia oceanica), una planta superior que genera els ecosistemes més importants de la Mediterrània, equivalent al dels boscos dins els ecosistemes terrestres. Són localitzables, generalment, fins als 40 m, límit inferior del litoral.
Moltes espècies troben els seus nutrients i refugi entre els brots de posidònia, sobretot entre els seus rizomes, que arriben a constituir un enorme entramat d'amagatalls recobert de sediments on s'allotgen multitud d'individus.

### Fauna
Les praderies de posidònia acullen una àmplia i variada comunitat de fauna. Contenen d'una gran varietat d'espècies des de peixos fins a petits invertebrats que filtren les partícules en suspensió i generen una gran quantitat de nutrients.
S'hi poden trobar nombrosos equinoderms (diverses espècies d'estrelles de mar i eriçons que es nodreixen d'aquesta planta). Els mol·luscs també viuen en aquest ecosistema, des dels populars corns, que s'alimenten dels eriçons, fins a cefalòpodes com pops (Octopus vulgaris) i sípies (Sepia officinalis). Els pops practiquen forats a l'entramat de rizomes, i les sípies es mimetitzen entre les fulles, prop del fons, adoptant el color de l'entorn per passar desapercebuts pels seus depredadors i per les seves preses, ja que s'alimenten de gambetes, crancs i peixos petits que viuen també en aquests "boscos".
D'altra banda, aquestes praderies frenen la massa d'aigua ocasionant la caiguda de nombroses partícules en suspensió que serveix d'aliment, no sol als epífits esmentats anteriorment, sinó també a altres organismes filtradors, com els espirògrafs, les grans escídies i algunes esponges de mar.
En aquest epsai hi ha presència d'almenys dues espècies incorporades a l'annex II de la Directiva Hàbitats: la tortuga careta (Caretta caretta) i el dofí mular (Tursiops truncatus).

## Estat de conservació

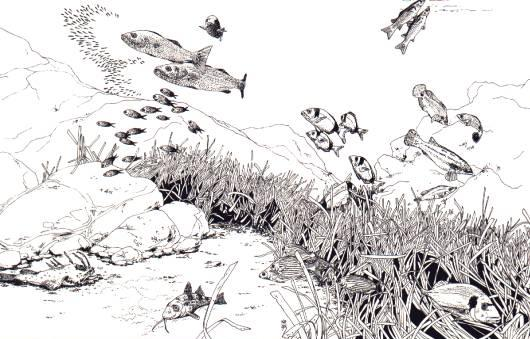
Il·lustració de l'ecosistema dels alguers de Posidonia oceanica.

### Situació actual
D'acord amb les conclusions dels darrers estudis la situació de l'alguer és estable però amb un estat d'alerta important pel fort retrocés del límit que ha experimentat en diversos punts. D'aquesta constatació se'n desprèn que cal actuar amb molta prudència a l'hora de realitzar qualsevol actuació a nivell de costa per tal d'evitar que s'incrementi l'efecte regressiu que es produeix actualment.

### Impactes
Entre els principals impactes que s'hi produeixen hi trobem l'eutrofització de les aigües per abocaments industrials i urbans, així com l'extracció de sorres per a la regeneració artificial de platges.
D'altra banda, l'hàbitat pateix una excessiva freqüentació per ancoratges d'embarcacions esportives, així com l'expansió de l'alga al·lòctona Caulerpa taxifolia.
També s'hi donen extraccions pesqueres amb cèrcols de fons, d'arrossegament o la pesca amb gànguil.

## Història de l'estudi i protecció de l'espai

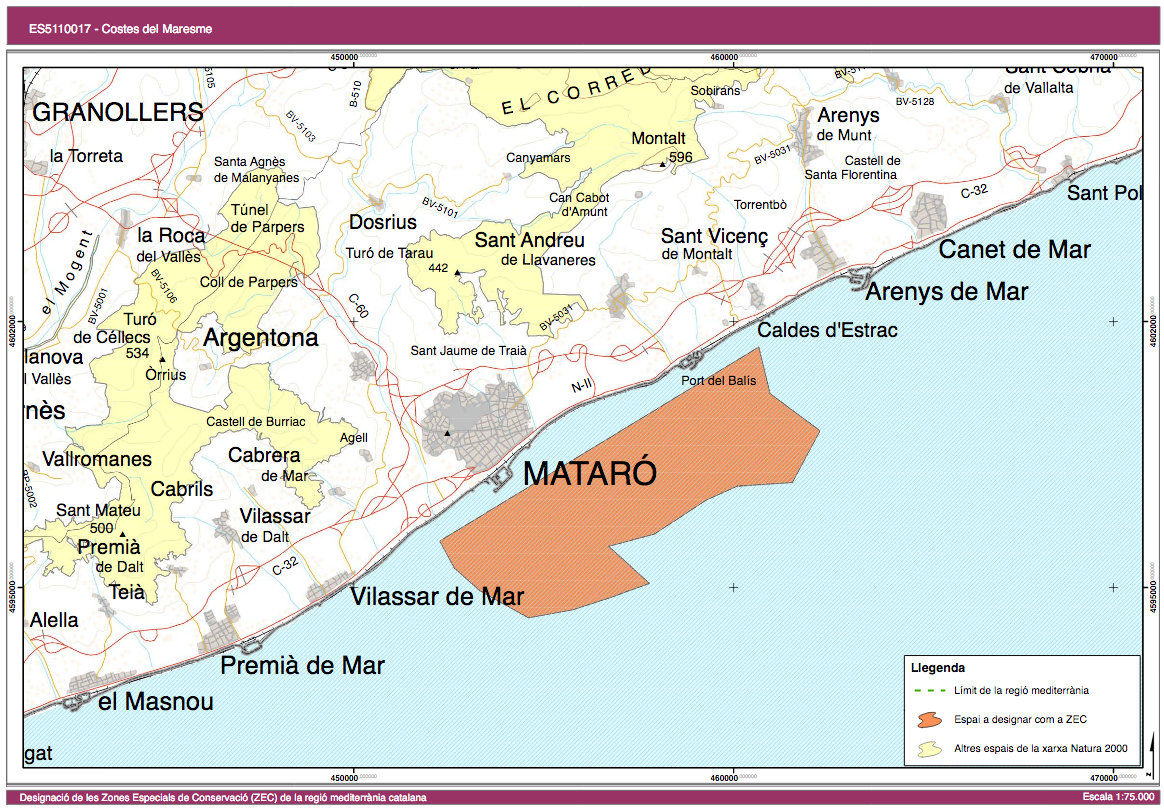
Àmbit de l'ENP i ZEC Costes del Maresme (Departament de Territori i Sostenibilitat, 2014)

### Antecedents
L'estudi de l'Alguer de Mataró es va iniciar l'any 1997 i és el projecte de voluntariat marí més gran de Catalunya. Ha comptat amb el suport i la participació de l'Ajuntament de Mataró i diverses entitats de la ciutat com la Societat de Pesca i Activitats Subaquàtiques (SPAS), el Centre d'Immersió Blaumar, la Secció de Ciències del Museu de Mataró i la Confraria de Pescadors, a més de l'Escola del Mar de Badalona. L'assessorament científic el realitza el Departament d'Ecologia de la Universitat de Barcelona.
Els seus orígens cal trobar-los en una prova pilot realitzada l'any 1995 per la UB i Greenpeace davant les costes del Garraf i de Torredembarra, arran del qual personal de l'Escola del Mar de Badalona va decidir instal·lar una estació d'estudi davant del litoral badaloní. Tanmateix, després de constatar la total destrucció de l'alguer en aquella ciutat, es va optar per cercar una ubicació propera en què l'estat de conservació fos més favorable, decidint-se per l'Alguer de Mataró atesa la seva extensió i condicions, i pel fet que a la capital maresmenca hi havia bona predisposició de les autoritats locals i la presència d'entitats de referència en l'àmbit del submarinisme.
Actualment hi ha balisades tres estacions d'estudi a 12, 16 i 20 m de fondària, d'on es recullen les dades anualment per tal de controlar l'estat de l'alguer.

### Declaracions de protecció
L'àmbit Costes del Maresme va ser declarat l'any 2006 un Lloc d'Importància Comunitària (LIC) mitjançant l'Acord del Govern 112/2006, de 5 de setembre, que creava la nova xarxa Natura 2000 a Catalunya.
Simultàniament fou incorporat al Pla d'Espais d'Interès Natural (PEIN) d'acord amb la Llei 12/2006, de mesures en matèria de medi ambient, que determina que la inclusió d'un espai a la Xarxa Natura 2000 implica la seva integració al PEIN.
Anys més tard, l'Acord del Govern 150/2014, de 4 de novembre inclogué les Costes del Maresme dins el conjunt de LIC que passaren a declarar-se zones especials de conservació (ZEC).

### Acord de custòdia
El 21 de juliol de 2017 el Departament de Territori i Sostenibilitat, l'Ajuntament de Mataró i l'Associació POSIDÒNIA 2021 van signar un conveni de 4 anys prorrogables per a col·laborar en la protecció i conservació de l'espai marí protegit de les Costes del Maresme.
Mitjançant aquest conveni d'acord de custòdia marina l'associació POSIDÒNIA 2021 es compromet a impulsar activitats i actuacions de divulgació, protecció i potenciació de l'espai, amb els seus propis mitjans o amb la participació d'altres agents i/o persones dels àmbits educatiu, científic, pesquer, esportiu o econòmic, a partir d'un programa d'actuació bianual consensuat amb l'Ajuntament de Mataró i seguint les directrius dels instruments de gestió dels espais de la xarxa Natura 2000.